# Regnbuehinde
 For alternative betydninger, se Iris.
Regnbuehinden eller iris fungerer som en blænde og kontrollerer lysmængden ind til den bagerste del af øjet, som er nethinden. Det sker ved at ændre størrelsen på pupillen – den sorte cirkel i midten. I stærkt lys trækker iris sig sammen, så pupillen bliver mindre og dermed lukker mindre lys ind. Omvendt, i mørke udvider pupillen sig, så der kan komme mere lys.
Farven på regnbuehinden menneskets øje bestemmes af indholdet af pigment. Hos mennesker med brune øjne indeholder regnbuehinden meget pigment. Mennesker med blå øjne har denne øjenfarve på grund af de synlige blodkar i den pigmentfattige regnbuehinde.
I sjældne tilfælde fødes børn uden regnbuehinden på grund af en kromosom defekt. Lidelsen kaldes aniridi. Dette medføre lysfølsomhed som kræver, at man som barn skal begynde at gå med solbriller i en tidlig alder. 
De fleste pattedyrs regnbuehinde (iris) er reflekterende modsat menneskers. 